# NGC 435
NGC 435 è una galassia a spirale situata nella costellazione della Balena.
Fu scoperta il 23 ottobre 1864 da Albert Marth.

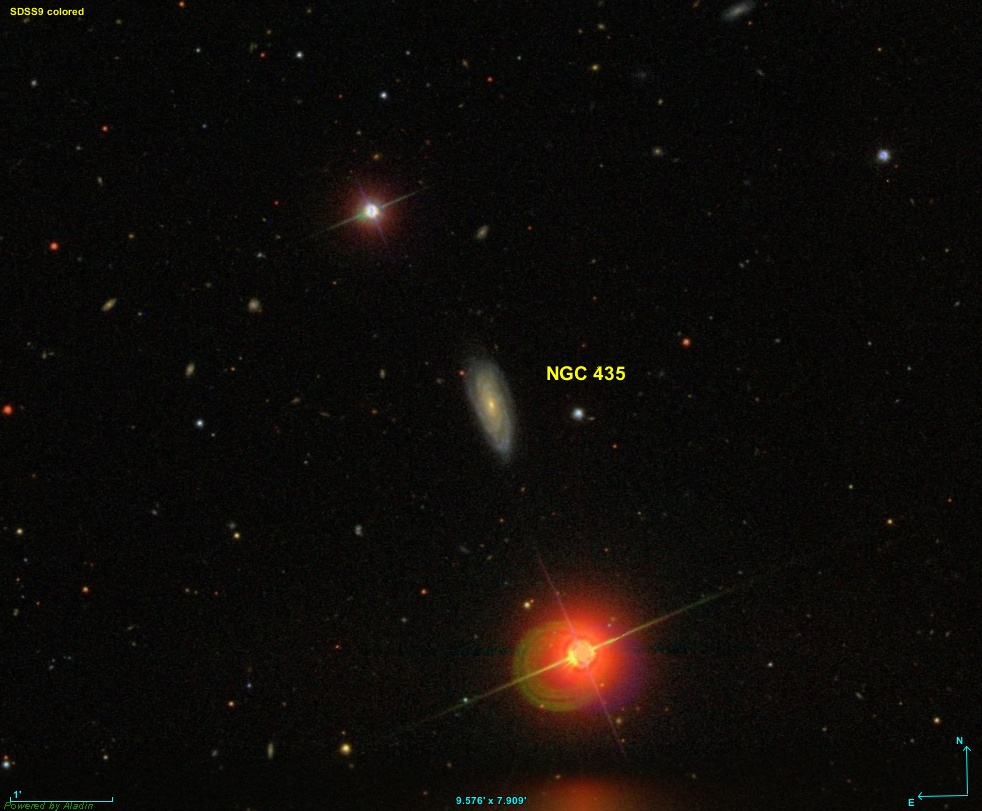
NGC 435 (SDSS)